# Mylothris nubila
Mylothris nubila är en fjärilsart som först beskrevs av Heinrich Benno Möschler 1884.  Mylothris nubila ingår i släktet Mylothris och familjen vitfjärilar. Inga underarter finns listade i Catalogue of Life.

## Bildgalleri

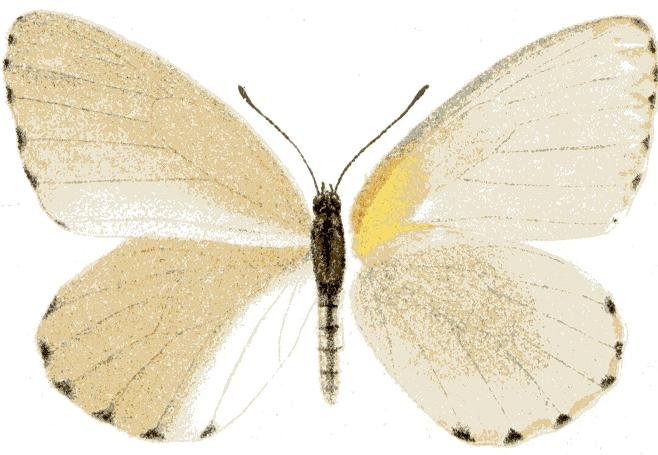
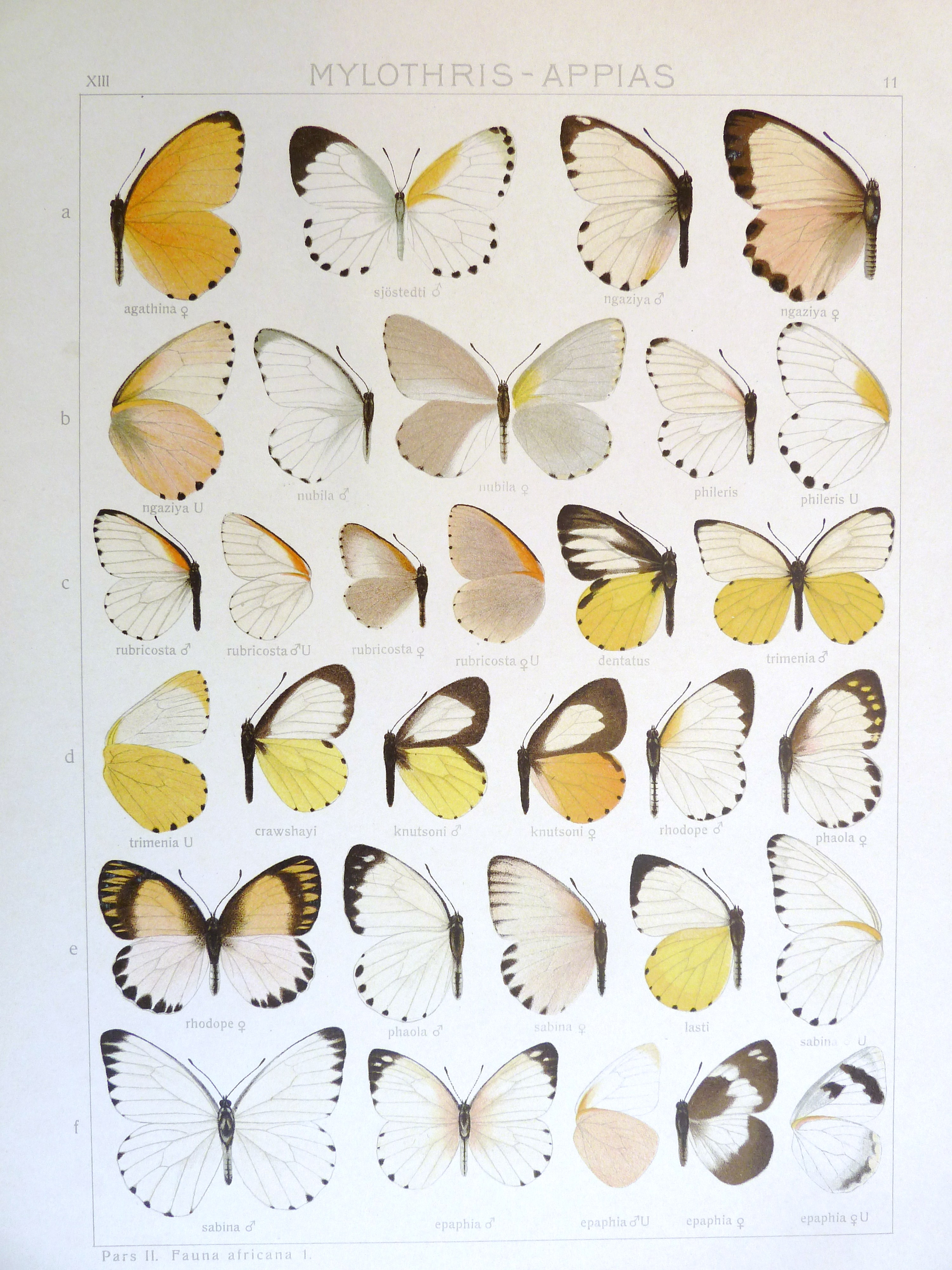